# Steppe du Moyen-Orient
Localisation
La steppe du Moyen-Orient aussi appelée prairies et brousses xériques syriennes est une écorégion en Asie définie par le WWF appartenant au biome des prairies, savanes et terres arbustives tempérées dans l'écozone paléarctique. Elle est partagée entre plusieurs pays : Syrie, Jordanie Israël, Irak et une petite partie de la Turquie et de l'Iran.

## Géographie

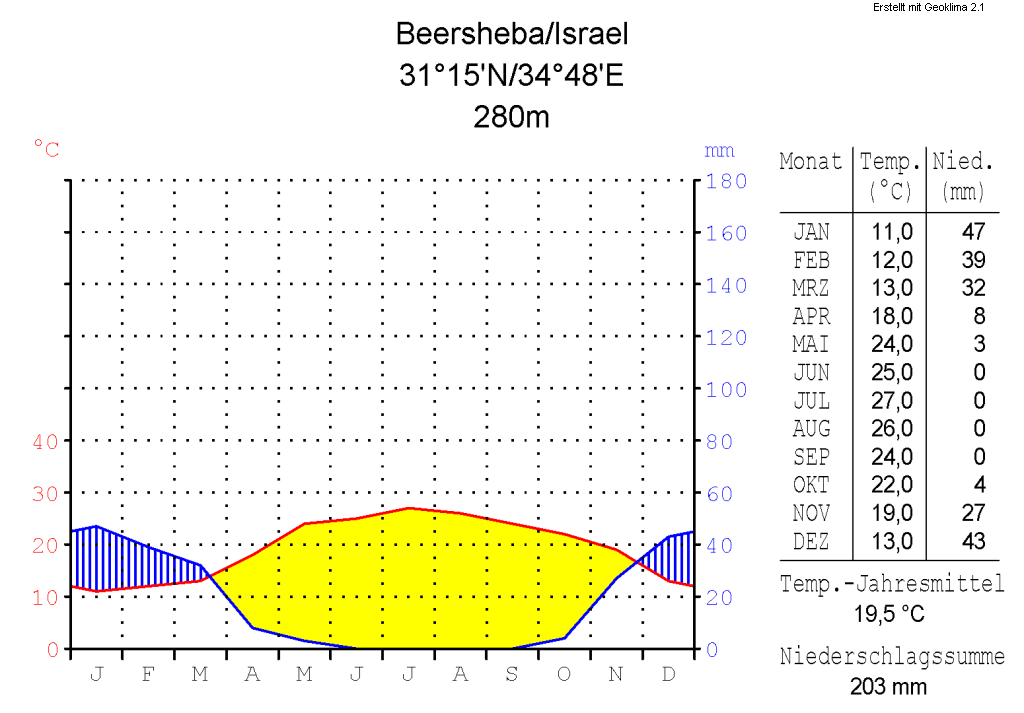
Diagramme climatique de Beersheba.

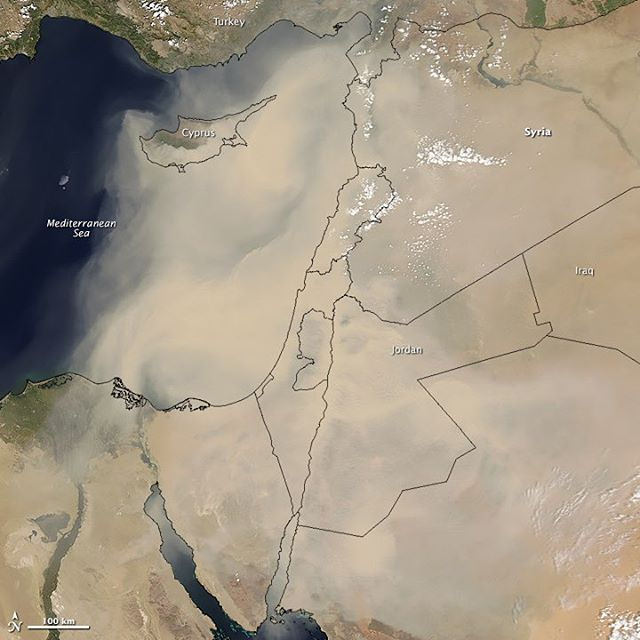
Tempête de sable sur le Moyen-Orient en septembre 2015.

Cette région du Moyen-Orient consiste surtout en pénéplaines calcaires coupée par les larges vallées fluviales de l'Euphrate et du Tigre, continuée au sud-ouest par des massifs de basalte noir. Elle est limitée à l'ouest et au nord par les forêts de Méditerranée orientale, à l'est par la steppe boisée des monts Zagros, au sud par le désert arbustif mésopotamien et le désert d'Arabie.

## Histoire
Le Grec Xénophon, qui traverse la steppe mésopotamienne avec l'expédition des Dix-Mille en 401 av. J.-C., est surpris par cette plaine sans arbres, si différente des paysages méditerranéens, où poussent sur de vastes étendues l' armoise et le « roseau odorant », sans doute Acorus calamus, déjà apprécié dans les anciennes cités mésopotamiennes. Il parle aussi de gibiers comme l'autruche et l'hémione, aujourd'hui disparus de la région.
Le désert syrien, appelé Badiya par les habitants, a longtemps eté le domaine des Bédouins nomades. La coutume tribale (ourf) régulait les deplacements saisonniers et assurait le renouvellement de la végétation, à la fois pour le bétail et la faune sauvage. Les vieux Bédouins parlent du temps où « les gazelles étaient aussi nombreuses que les moutons ». La réforme agraire de 1958 exproprie les cheikhs et remplace le ourf par la propriété d'État. La croissance démographique entraîne l'expansion des cultures irriguées et réduit la surface de pâturage tandis que la demande en viande pour le marché urbain augmente : le cheptel ovin passe de 3 millions de têtes en 1950 à 22 millions en 2007. La végétation s'appauvrit : seules survivent les espèces les moins comestibles comme Noaea mucronata, utilisable seulement comme combustible. Le sol se dégrade et les tempêtes de sable sont de plus en plus fréquentes. La restauration du couvert végètal, entreprise par l'État syrien depuis 2000 avec la participation des habitants, passe par la plantation de buissons d'Atriplex, Haloxylon et Salsola vermicula, la lutte contre la croûte du sol et la préservation de la biodiversité locale.
La guerre civile syrienne depuis 2011 et le conflit en Irak ont longtemps fait obstacle aux projets de préservation. Depuis l'offensive de la Badiya en Syrie en 2017-2018 et la reprise de Mossoul en Irak en 2017, les gouvernements de ces deux pays ont progressivement repris le contrôle de leurs confins steppiques. L'autorité de fait kurde du Rojava administre une grande partie de la steppe syrienne et en exploite les ressources en pétrole.
L'Irak envisage un plan de reboisement en arbres, notamment acacias et cyprès, et palmiers pour stabiliser les franges arides et freiner la dégradation des sols mais les moyens programmés sont très inferieurs aux besoins,.

## Flore
La végétation dominante est celle de l'ensemble irano-touranien avec des herbacées et buissons d'armoise herbe-blanche sur les sols non salins associés aux 
pâturages de Poa bulbosa parsemés d' Anabasis syriaca, Carex stenophylla, Ranunculus asiaticus, Ferula communis, Ziziphus lotus et, sur les sols rocheux, d'Hammada scoparia. Les îles de l'Euphrate conservent des  forêts riveraines de tamaris et de peupliers bordant des zones humides permanentes ou saisonnières, plus ou moins salines, plantées de roseaux (Phragmites).

Flore et paysages
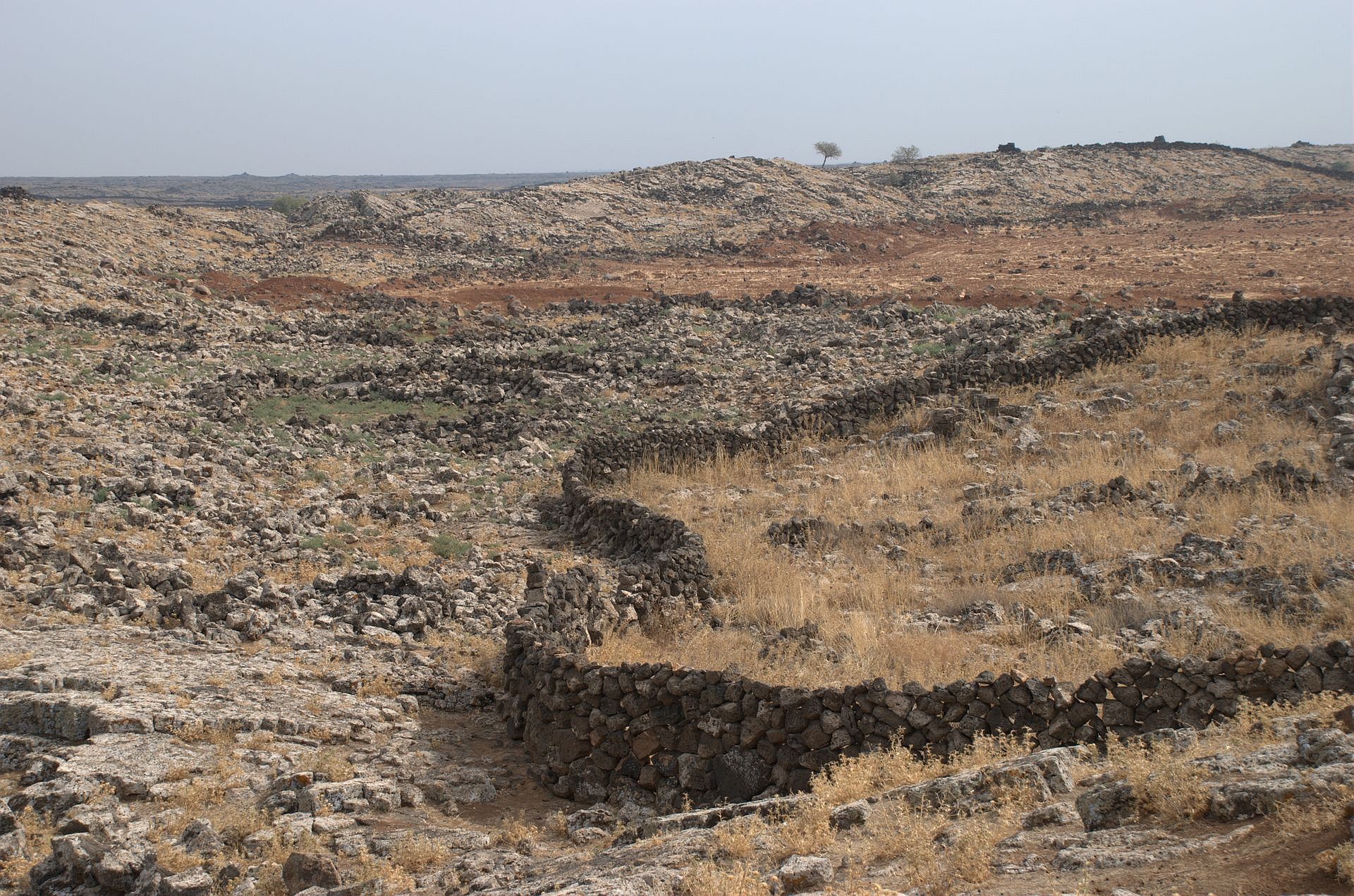
Hauran en octobre 2009.
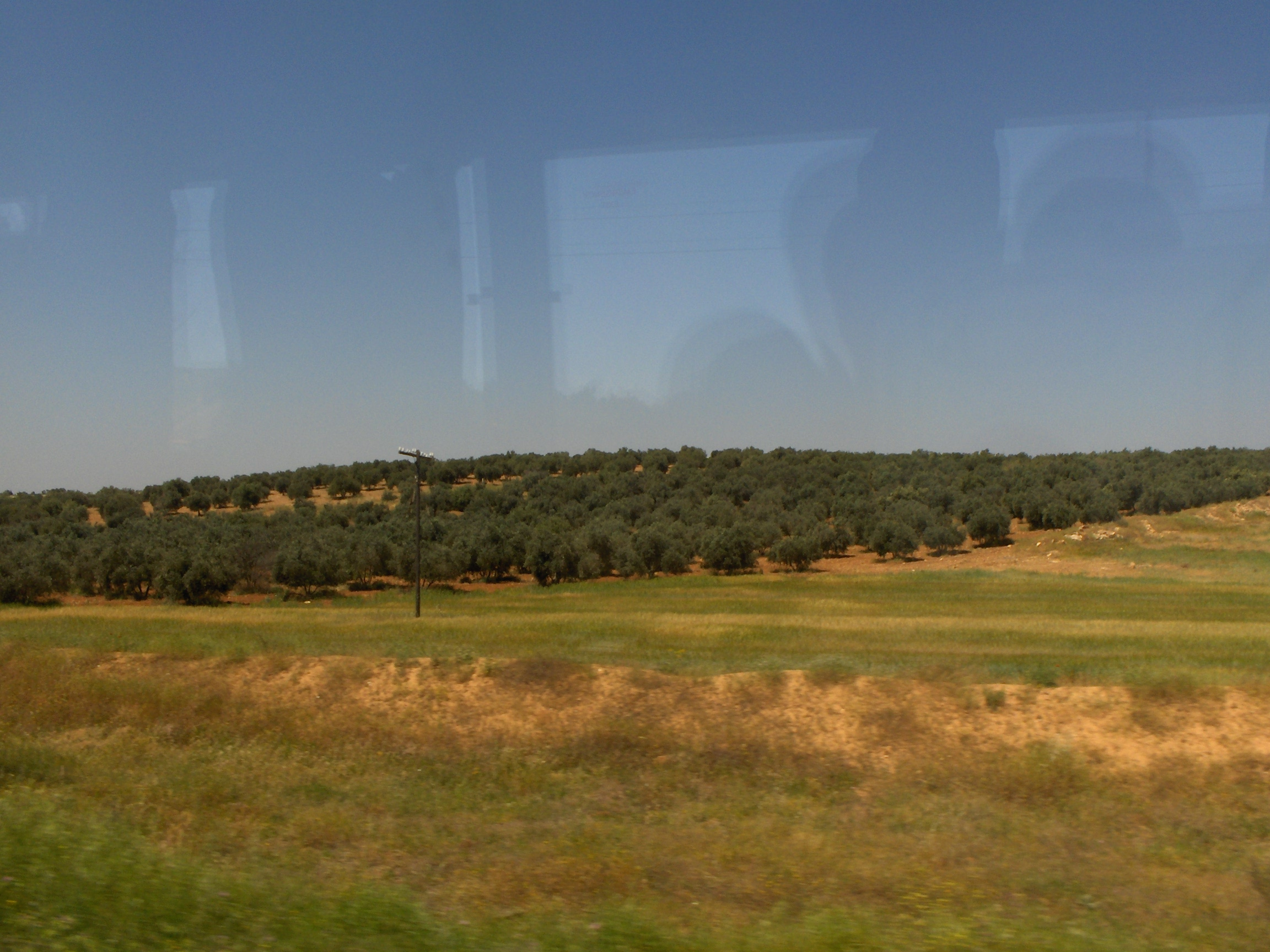
Frontière entre la Jordanie et la Syrie en mai 2010.
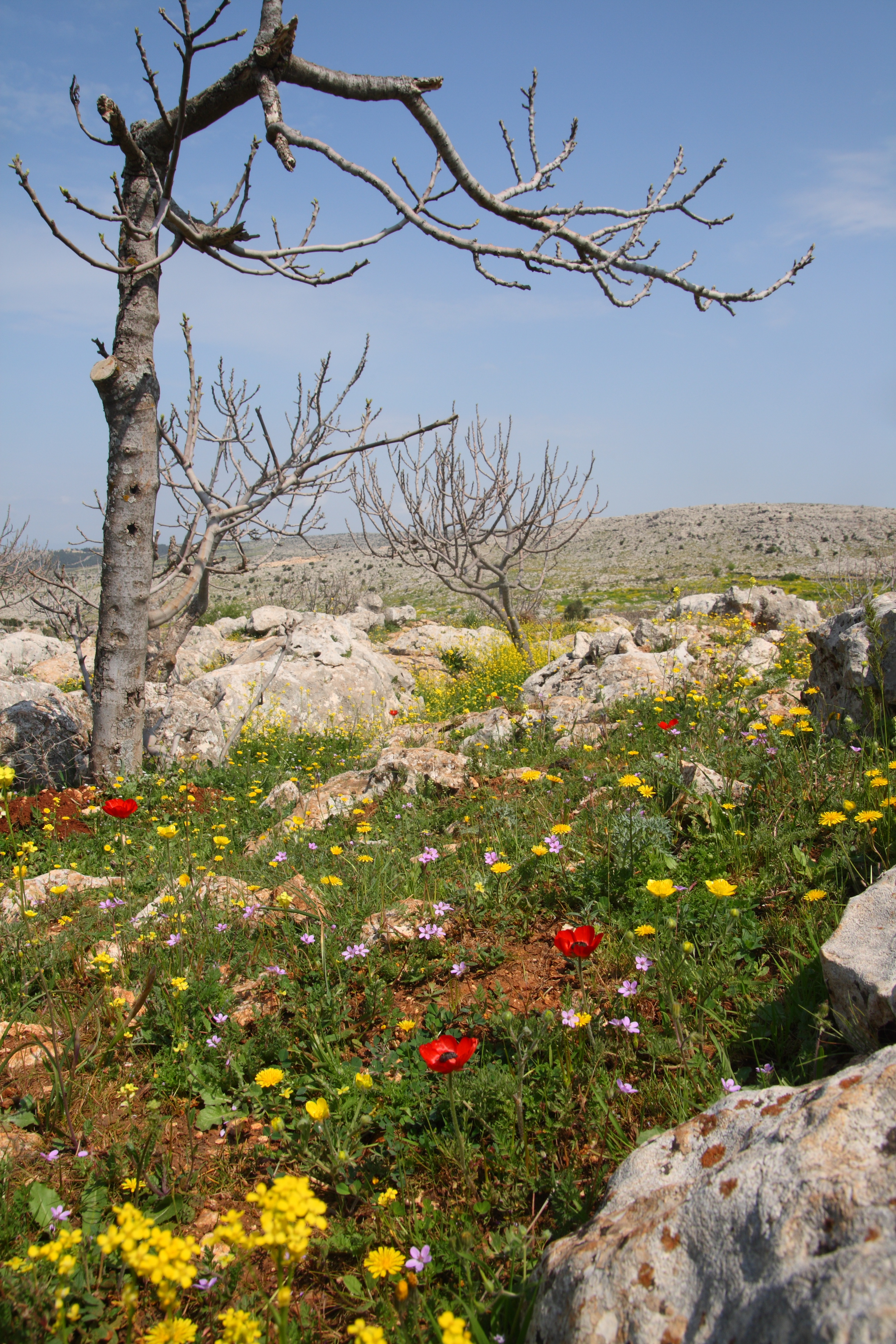
Paysage près d'Alep en avril 2009.
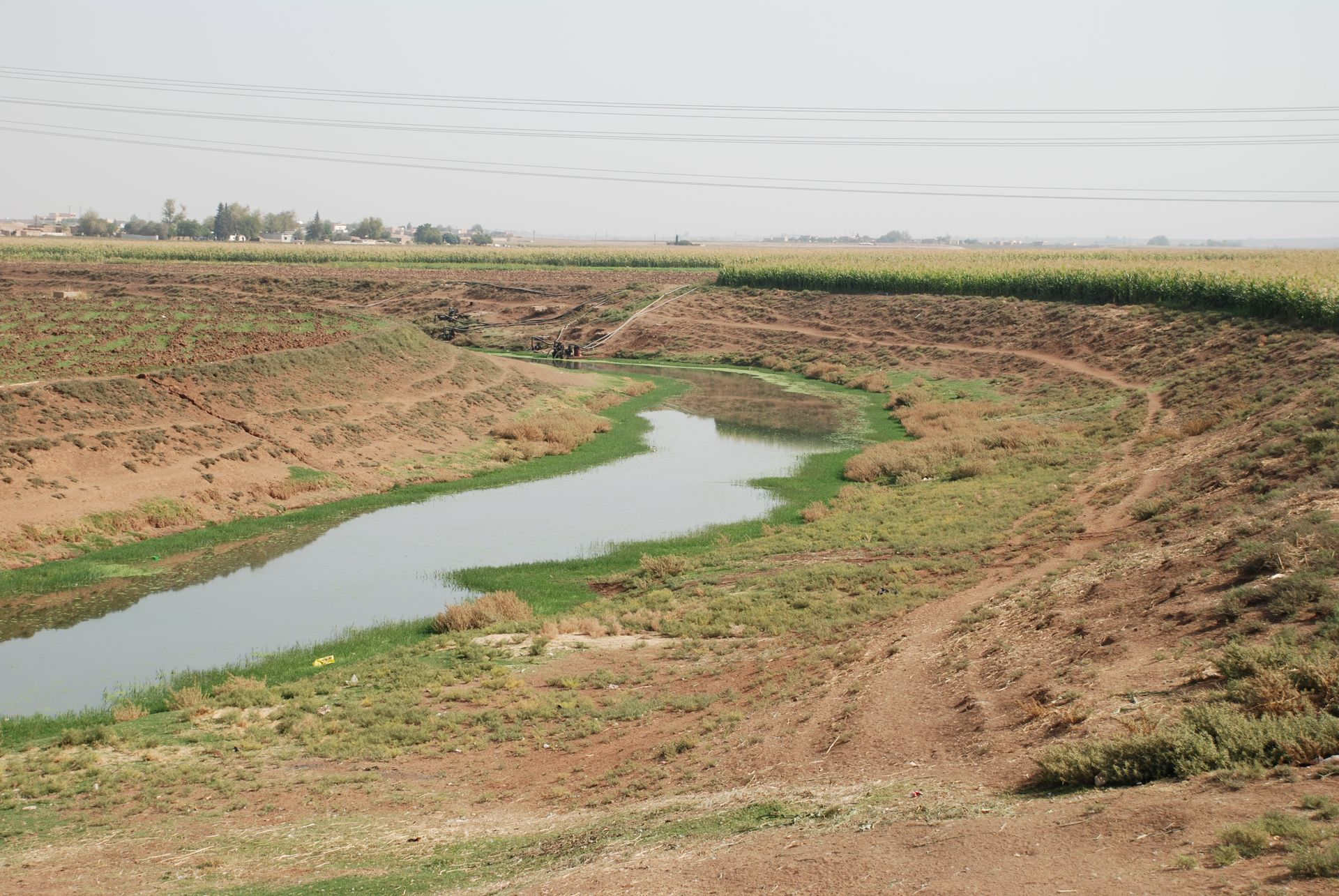
Vallée du Khabour en octobre 2009.
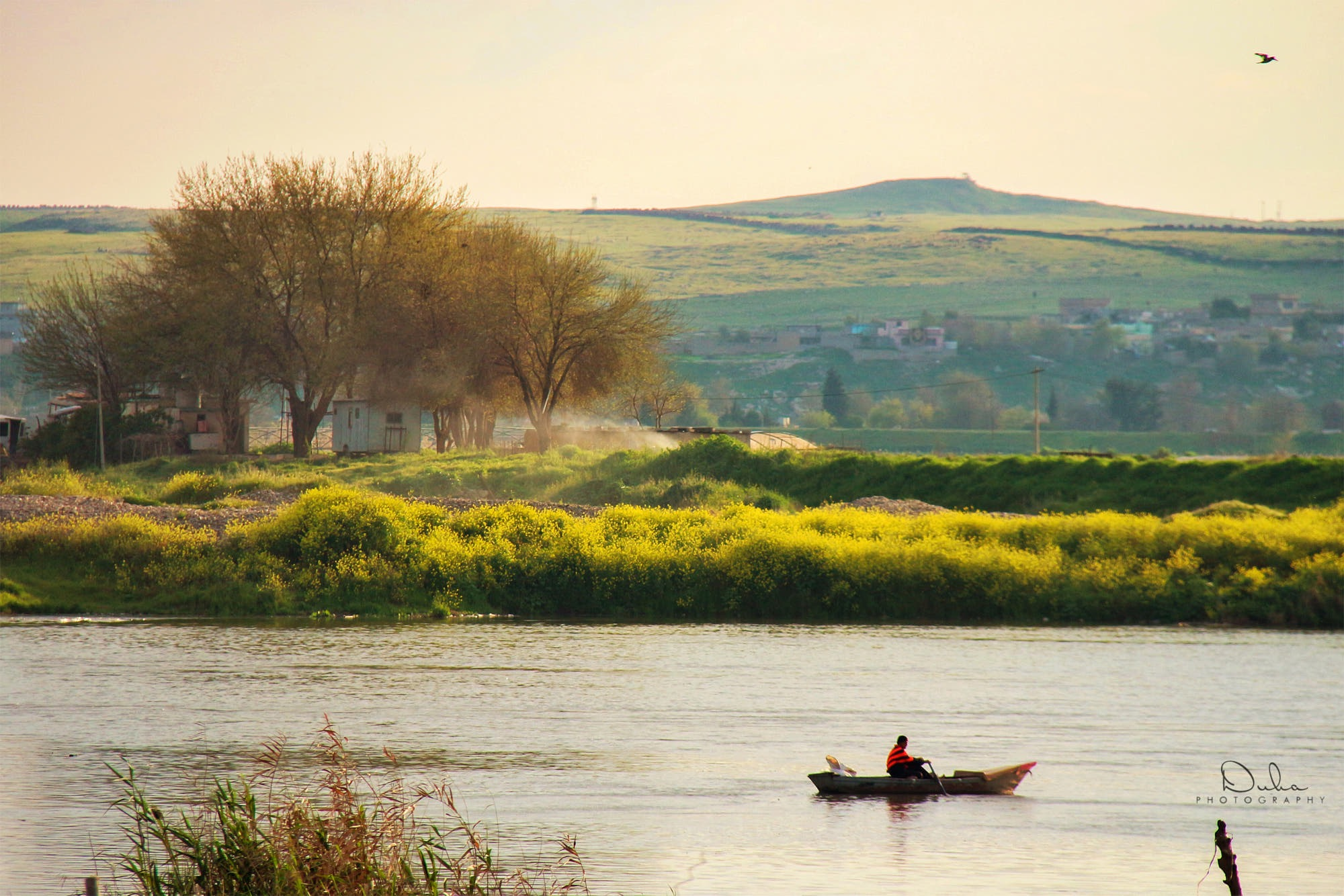
Berge du Tigre près de Mossoul en avril 2015.
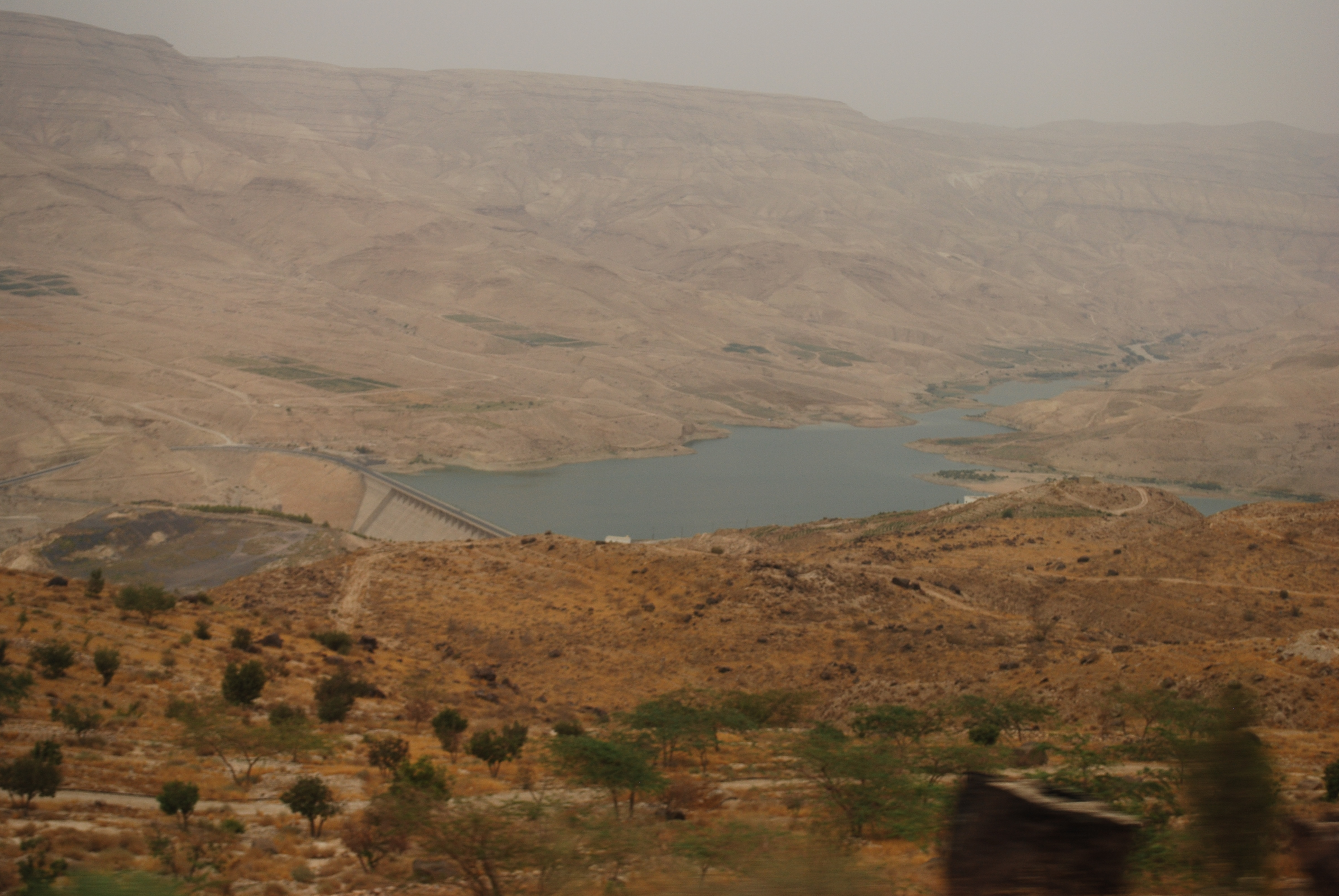
Berges et barrage de Wadi Al-Mujib en septembre 2010.
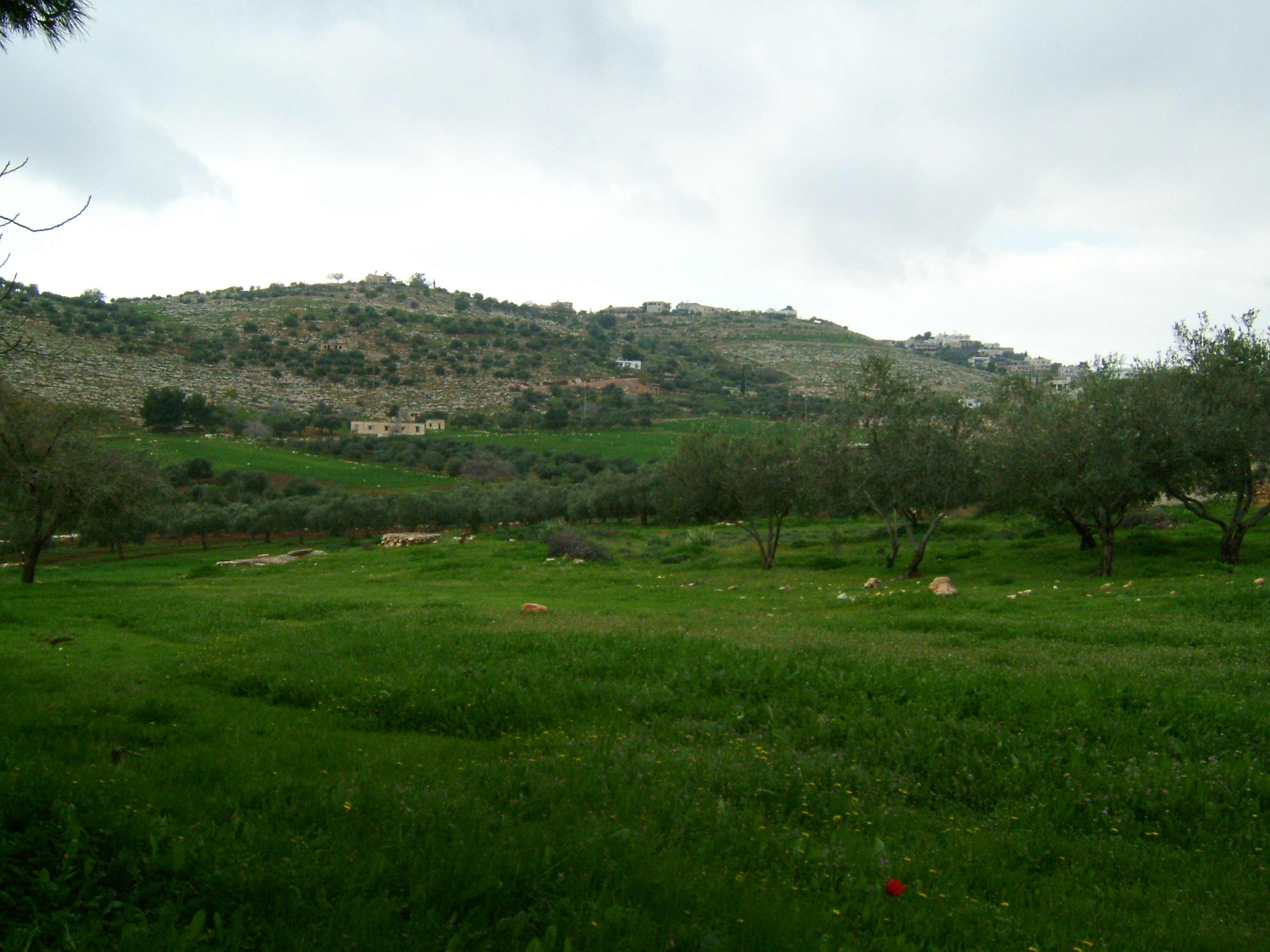
Printemps en Jordanie en mars 2007.

## Faune
Les grands et moyens mammifères ont généralement disparu ou se sont raréfiés sous la pression humaine : loup, renard famélique, caracal, chaus et chat sauvage. L'oryx d'Arabie se rencontre dans les zones arides, le sanglier et le blaireau européen dans les fourrés de roseaux. La gazelle des sables d'Arabie (en) a longtemps passé pour une sous-espèce de la gazelle à goitre mais des analyses génétiques récentes en font une espèce à part.
Le gecko Ptyodactylus puiseuxi et le lézard Acanthodactylus ahmaddisii sont endémiques à une petite région de Jordanie tout comme le hamster de Tsolov (en) à la region de Deraa en Syrie. .
L'animal emblématique de la région est un oiseau, le Ganga cata (Pterocles alchata). Plusieurs oiseaux comme le moineau de la mer Morte et le traquet kurde sont endémiques.

Faune et population
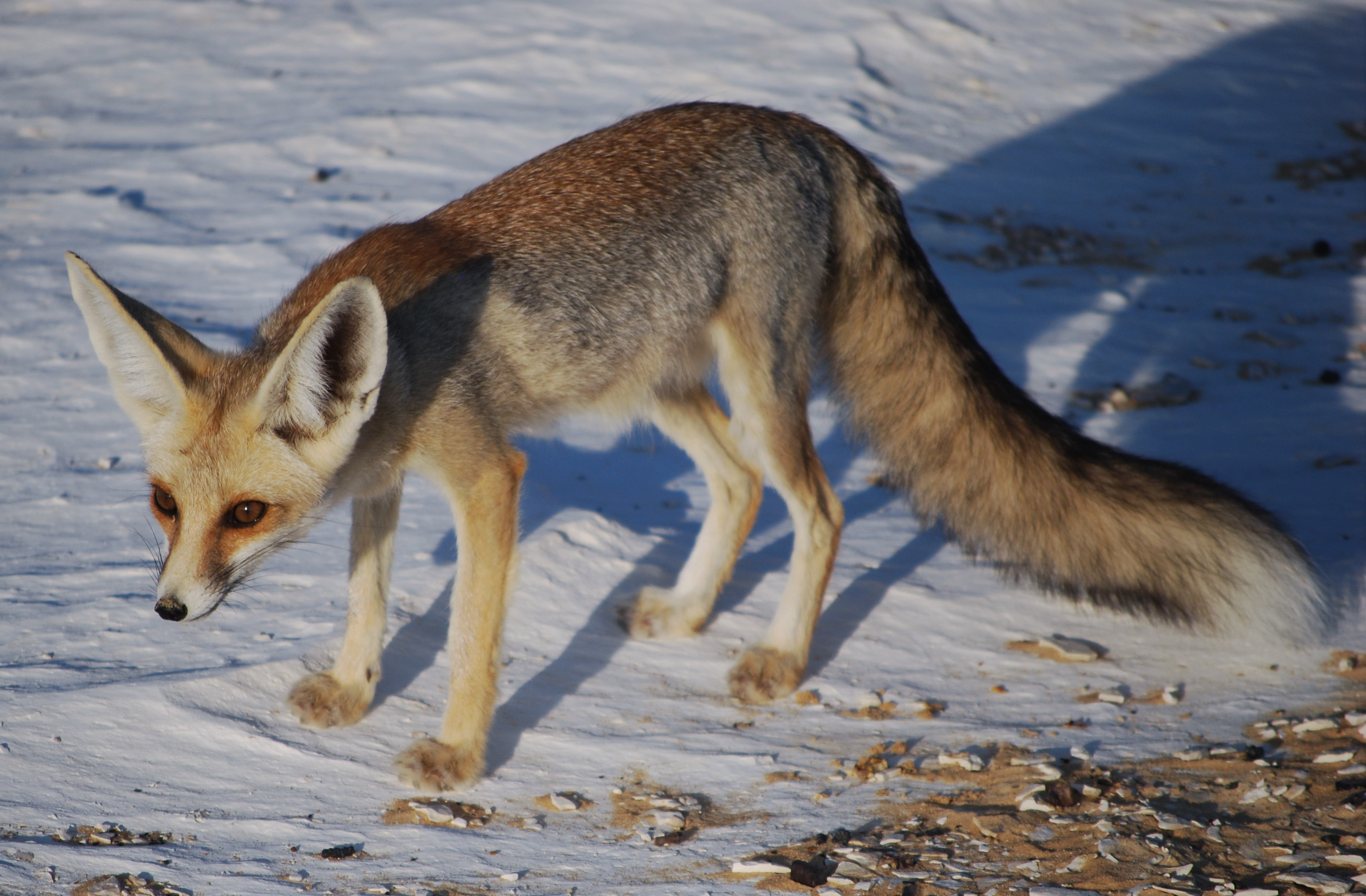
Renard famélique en Égypte en août 2010.
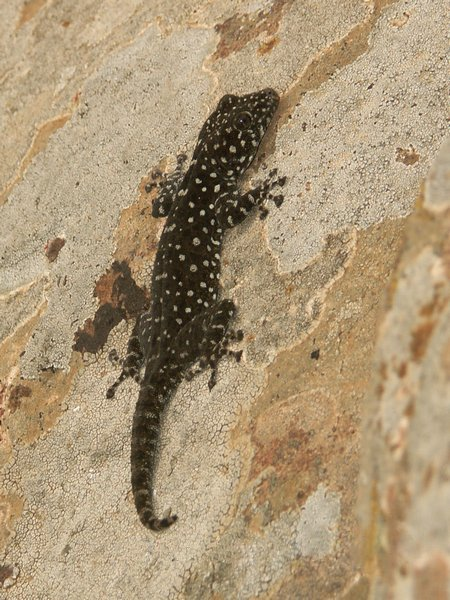
Ptyodactylus puiseuxi en 2009.
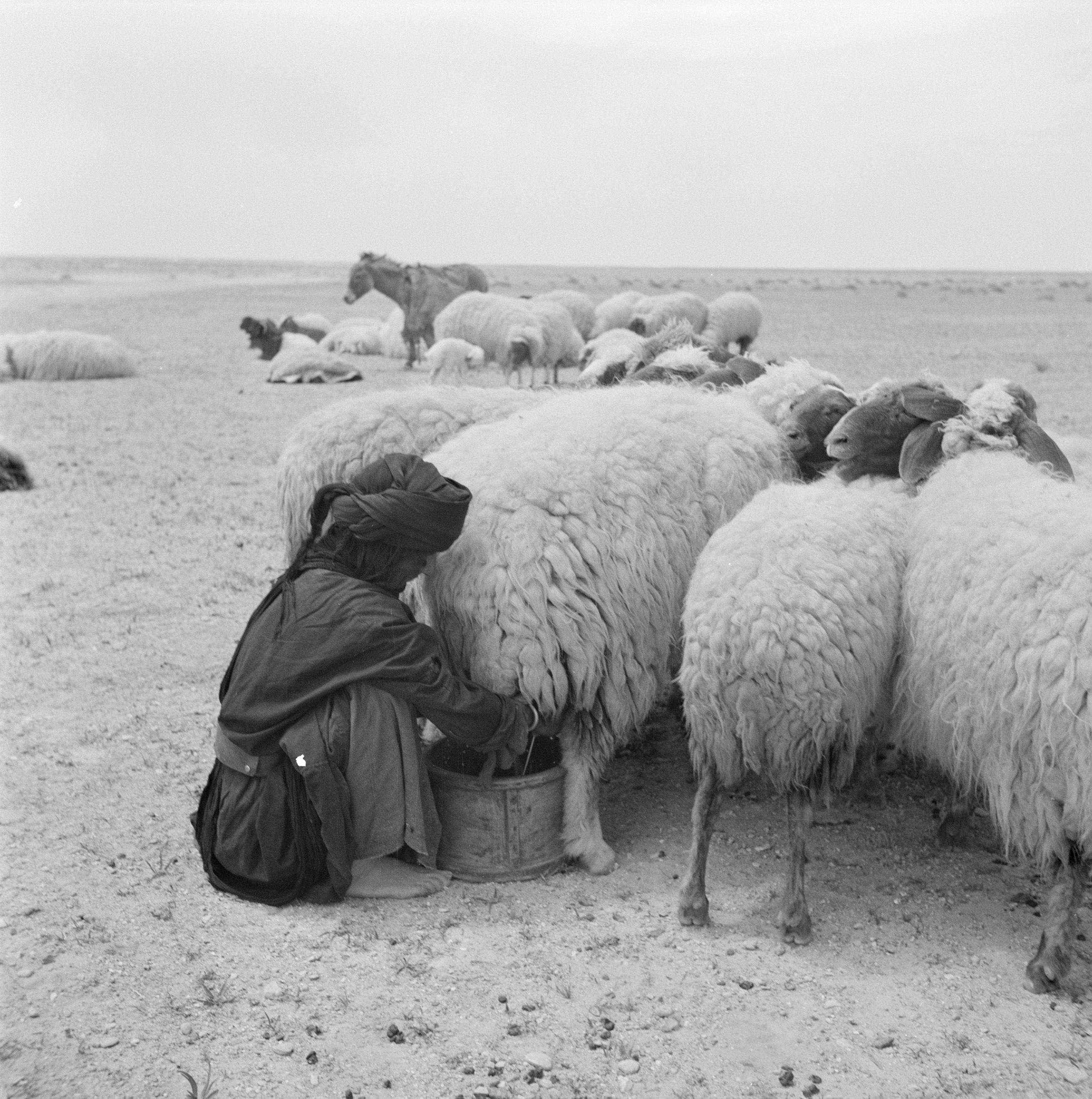
Traite des brebis chez les Bédouins de Syrie en 1950.

## Aire protégée
La réserve de biosphère de Dana (en) en Jordanie est à peu près la seule aire protégée.

## Mythologie

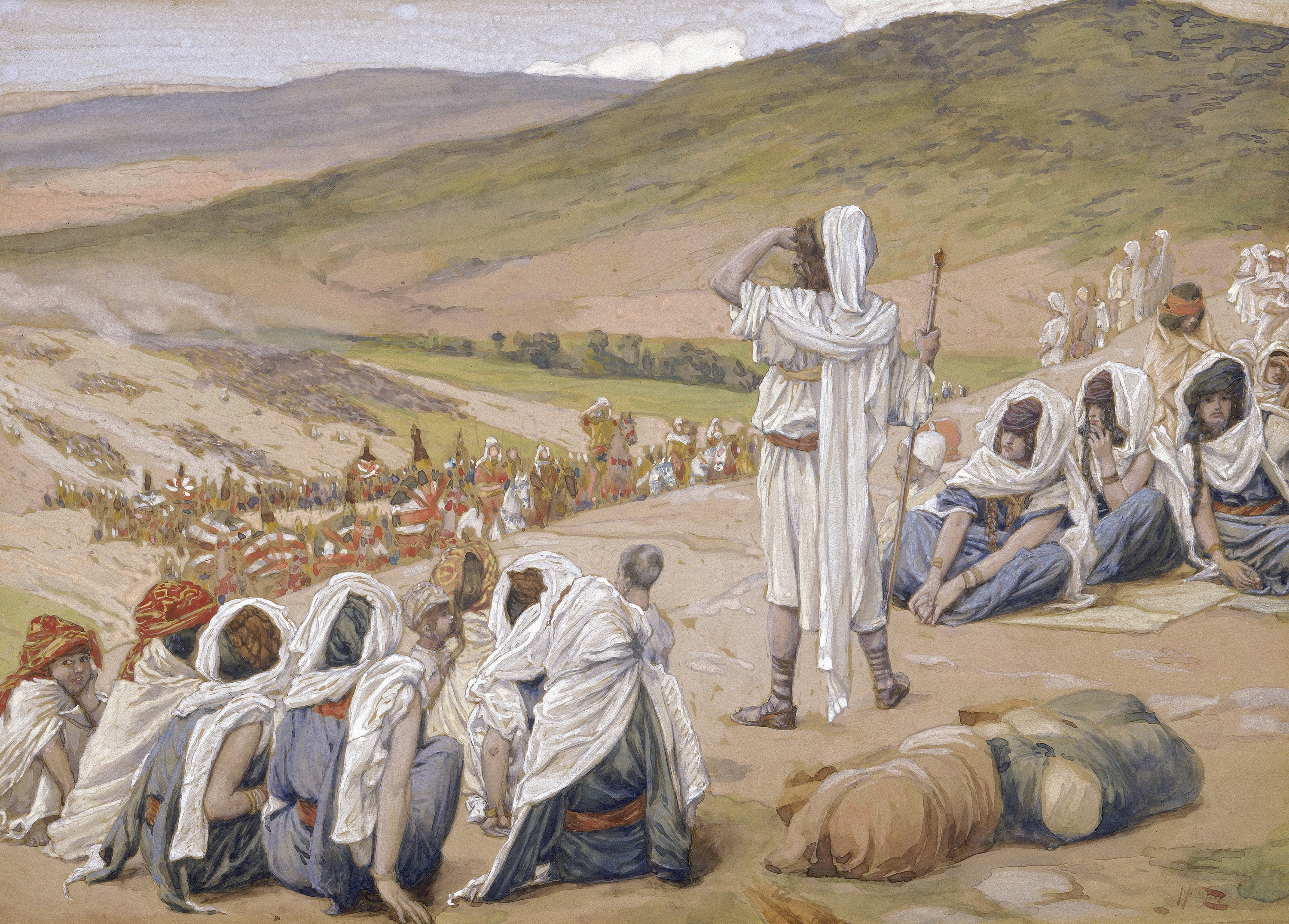
Jacob voit arriver Esaü, dessin de James Tissot, v. 1896-1902.

Dans la mythologie mésopotamienne, le héros Enkidu est un homme-bête velu qui vit dans la steppe avec les gazelles, se nourrit d'herbe et détruit les pièges des chasseurs. Il est l'adversaire du roi Gilgamesh qui envoie une courtisane pour le séduire : imprégné d'odeur humaine, les animaux sauvages le fuient. Il part en ville et devient l'ami inséparable de Gilgamesh.
Le dieu appelé Amurru par les Akkadiens et Martu par les Sumériens vit dans la steppe, se nourrit de truffes et de viande crue : il épouse la déesse Ašratum malgré l'opposition des autres dieux et devient l'ancêtre de la première dynastie de Babylone.
Dans la Bible apparaissent 300 fois des termes désignant les étendues sauvages et incultes, midbar ou arabah en hébreu, eremos dans le grec du Nouveau Testament, traduisibles par "steppe" ou "désert". Ils correspondent à des lieux de privation, de manque de nourriture et d'eau, mais aussi de mise à l'épreuve et de rencontre avec le divin. Dans le récit des Patriarches (Génèse, 21 à 35), Esaü, chasseur primitif, velu et brutal analogue à Enkidu, apparaît comme l'ancêtre des Édomites, peuple de la steppe : il est le rival de son frère Jacob, ancêtre des Israélites, qui lui dérobe par ruse son droit d'aînesse.